# Яме (город)
Яме́ (яп. 八女市 Ямэ-си) — город в Японии, находящийся в префектуре Фукуока. Площадь города составляет 482,53 км², население — 65 874 человека (1 августа 2014), плотность населения — 136,52 чел./км².

## Географическое положение
Город расположен на острове Кюсю в префектуре Фукуока региона Кюсю. С ним граничат города Куруме, Тикуго, Укиха, Мияма, Ямага, Хита и посёлки Хирокава, Нагоми.

## Население
Население города составляет 65 874 человека (1 августа 2014), а плотность — 136,52 чел./км². Изменение численности населения с 1980 по 2005 годы:
| 1980 | 85 078 чел. |  |
| 1985 | 84 556 чел. |  |
| 1990 | 81 895 чел. |  |
| 1995 | 79 492 чел. |  |
| 2000 | 76 689 чел. |  |
| 2005 | 73 262 чел. |  |

## Символика
Деревом города считается чай, цветком — хризантема.